# ルパン三世 カリオストロの城 -再会-
『ルパン三世 カリオストロの城 -再会-』（ルパンさんせい カリオストロのしろ さいかい）は、1997年1月10日にアスミック・エースから発売された、アニメ映画『ルパン三世 カリオストロの城』を題材にしたPlayStation用ゲーム。

## あらすじ
「ゴート札」を巡る一連の事件から数年後。カリオストロ公国ではクラリスが大公に即位し、事件を風化させないため、国全体を一大モニュメントパークとして開放することになった。国のあちらこちらには事件の解決に尽力したルパン三世たちの記念碑が作られ、ローマ遺跡とともに新たな観光名所になっていた。
そんなカリオストロ公国に観光客として訪れた主人公は、事件を体感出来るという「バーチャルゲーム館」を訪れ、ゲームをプレイした。しかし、ゲームは途中で中断してしまう。街に戻ってみると、「ルパンが爆弾テロを起こした」という話で持ちきりとなっていた。宿屋に戻った主人公は、そこで突然現れた男に、大公家の「銀の指輪」を渡される。その夜、主人公は公国の特殊部隊「カゲ」の襲撃を受けた。間一髪で逃げ切った主人公は、今度は「顔見知りだ」と名乗る男の接触を受け、「君はゲーム館で記憶を奪われ、ある事件に巻き込まれてしまった」と語る。事情の呑み込めない主人公は、その男の指示を受け大公邸跡に向かう。
大公邸跡に到着した主人公を待っていたのは、男に変装していたルパンだった。ルパンは主人公に「クラリスの身に危険が迫っている。協力して欲しい」と頼み込む。主人公は記憶を取り戻すためにルパンからの要請を受け、クラリスの許に向かう。
無事にクラリスの許に辿り着いた主人公は、彼女から陰謀の解明に協力してくれるよう頼まれ、これを了承する。調査に乗り出した主人公は城内に潜入していた峰不二子と出会い、陰謀の首魁がジョドーであり、大公家に伝わる真の財宝「賢者の石」を狙っていることを知らされる。主人公はルパン・不二子と協力して、ジョドーの陰謀を阻止するため動き出す。

## 登場人物

### メインキャラクター
主人公
今作のプレイヤーキャラクター。世界各地に存在する「ルパン・シンジケート」の一員。観光客としてカリオストロ公国を訪れるが、そこで記憶を奪われてしまう。名前や容姿は不明だが、作中の弁から少なくとも男性であることは判る（五ェ門の「女が加わるよりマシか」という台詞など）。

### レギュラーキャラクター
ルパン三世
声 - 山田康雄（ライブラリ出演）、栗田貫一
世紀の大泥棒。クラリスと交わした約束（エピローグの台詞「困った事があったらいつでも言いな、地球の裏側からだってすぐ飛んで来てやるからな」）を果たすため、再びカリオストロ公国を訪れる。
次元大介
声 - 小林清志
ルパンの相棒。主人公とも面識がある。五ェ門とともにゴート札印刷工場を爆破する。
峰不二子
声 - 増山江威子
ルパンとは付かず離れずの関係の美女。「賢者の石」を手に入れるため、ルパンらよりひと足先に再びカリオストロ城に召使として潜入する。
石川五ェ門
声 - 井上真樹夫
ルパンの相棒。次元とともにゴート札印刷工場を爆破する。
銭形警部
声 - 納谷悟朗
インターポールのルパン専従捜査官。「ルパンが爆弾テロを起こした」という情報を聞き、再びカリオストロ公国にやって来る。

### ゲストキャラクター
クラリス・ド・カリオストロ
声 - 島本須美
ルパンと別れた後にカリオストロ家を継承し、大公に即位する。主人公からジョドーの陰謀を聞かされ、その阻止を依頼する。
カリオストロ伯爵（ラザール・ド・カリオストロ）
声 - 石田太郎
死後、ルパンへの恨みとクラリスへの恋慕の想いが現世に残り、亡霊となって城内を徘徊している。しかしその正体はジョドーが仕組んだホログラム映像であり、陰謀を隠すためのカモフラージュだった。
ジョドー
声 - 永井一郎
伯爵の死後はクラリスに表向き仕えている。賢者の石を使って伯爵を生き返らせようと画策し、その資金確保のためにゴート札の密造を再開させる。ホログラムで在りし日の伯爵の姿を“亡霊”として城内に徘徊させたりもする策士。
大司教
声 - あずさ欣平
ジョドーと結託し、「賢者の石」を手に入れようとしている。
グスタフ
声 - 中田和宏
衛士隊長。ジョドーの陰謀に加担している。

## 声の出演
- ルパン三世 - 山田康雄（ライブラリ出演）、栗田貫一
- 次元大介 - 小林清志
- 峰不二子 - 増山江威子
- 石川五ェ門 - 井上真樹夫
- 銭形警部 - 納谷悟朗
- クラリス - 島本須美
- カリオストロ伯爵 - 石田太郎
- ジョドー - 永井一郎
- 大司教 - あずさ欣平
- グスタフ - 中田和宏
- ガイド、ウェイトレス - 井上喜久子
- 衛士 - 小形満、大川透
- 宿屋主人 - 山下啓介
- 宿屋女将 - 久保田民絵
- 金貨蒐集家 - 岩田安生
- ビールの客 - 宝亀克寿
- 怪しい客 - 立木文彦
- バーチャル館管理人 - 北村弘一
- 見知らぬ男、高速艇乗り場の男 - 有本欽隆

## スタッフ
- エグゼクティブプロデューサー - 植村徹、甲斐宏彰
- プロデューサー - 丸山茂、小川真司
- シナリオ、アニメーション絵コンテ、演出 - 水月蝉丸
- 作画監督 - こばやしまさひこ
- 演出 - 高林久弥
- 音楽 - 大野雄二、橋場紫摩美
- 録音監督 - 加藤敏
- 音楽監督 - 鈴木清司
- 音響効果 - 倉橋静男（サウンドボックス）
- 設定デザイン、CG監修 - 川瀬久治
- 背景 - 海老沢一男
- 協力 - アオイスタジオ
- ゲーム用アニメーション制作 - マーカス
- CG製作・CGムービー - オムニバス・ジャパン
- 製作協力 - キョクイチ東京ムービー

|  |  | この項目は、まだ閲覧者の調べものの参照としては役立たない、コンピュータゲームに関連した書きかけの項目です。この項目を加筆・訂正などしてくださる協力者を求めています（P:コンピュータゲーム/PJ:コンピュータゲーム）。 |